# Венок (поэзия)
Венок — поэма, включающая в себя связанные стихотворения, написанные «твёрдой» формой, сама по себе также являющаяся «твёрдой» формой. Венок имеет ключ — главное стихотворение (магистрал), содержащее мысль всей поэмы. Количество стихотворений, раскрывающих смысл ключа, равно количеству его строк, причём, правила формы магистрала не нарушаются во всех стихотворениях венка. Каждое стихотворение начинается соответствующей своему порядку строкой ключа и заканчивается его следующей строкой (последнее стихотворение заканчивается первой строкой ключа).
Самый распространенный вид венка — венок сонетов.